# Jamestown (Carolina del Norte)
Jamestown es un pueblo ubicado en el condado de Guilford en el estado estadounidense de Carolina del Norte. La localidad en el año 2000, tenía una población de 3.088 habitantes en una superficie de 6,9 km², con una densidad poblacional de 447,5 personas por km².

## Geografía
Jamestown se encuentra ubicado en las coordenadas 35°59′54″N 79°56′9″O / 35.99833, -79.93583. Según la Oficina del Censo, la localidad tiene un área total de 6,9 km² (2,7 mi²), de la cual 6,9 km² (2,7 mi²) es tierra y 0 km² (0 mi²) (0.0%) es agua.

### Localidades adyacentes
El siguiente diagrama muestra a las localidades en un radio de 12 kilómetros (7,5 mi) de Jamestown.

## Demografía
En el 2000 la renta per cápita promedia del hogar era de $107.331, y el ingreso promedio para una familia era de $77.549. El ingreso per cápita para la localidad era de $29.689. En 2000 los hombres tenían un ingreso per cápita de $58.889 contra $35.771 para las mujeres. Alrededor del 5.30% de la población estaba bajo el umbral de pobreza nacional.